# 大腸菌性乳房炎
大腸菌性乳房炎（だいちょうきんせいにゅうぼうえん、英:coliform mastitis）とは大腸菌群の感染を原因とするウシの乳房炎。大腸菌群はウシの体表、糞便、床などの環境中に存在し、乳頭口より侵入する。ほとんどの大腸菌性乳房炎は自然治癒する。乳汁の細菌培養により確定診断をする。